# Каньонный длинноклювый крапивник
Каньонный длинноклювый крапивник (лат. Catherpes mexicanus) — вид птиц из семейства крапивниковых, единственный представитель рода Catherpes. Выделяют 8 подвидов. Распространён в Северной Америке. Небольшой крапивник длиной 11,4—15,4 см. Половой диморфизм не выражен. Взрослые особи имеют серовато-коричневую макушку, лицо, затылок и верхнюю часть спины с различным количеством мелких чёрных и белых пятен; остальная часть верхней части тела от коричневой до рыжевато-коричневой, с полосами на крыльях и более рыжим надхвостьем. Хвост ярко-рыжий с чёрной полосой, без конечной чёрной полосы. Горло и верхняя часть груди ярко-белые и контрастируют с брюхом, которое тёмно-рыжее, с различным количеством чёрных и белых крапинок. Голова дорсовентрально уплощенная, с длинным, тонким, слегка загнутым клювом.

## Описание
Длина тела варьируется от 11,4 до 15,4 см, а масса — от 9,9 до 14,8 г. Половой диморфизм не выражен. Макушка и затылок от тёмно- до бледно-серого или коричневато-серого цвета, перья с редкими или обширными чёрными субтерминальными полосами и белыми кончиками, которые образуют крапчатый рисунок. Верхняя часть спины сероватого цвета; остальная часть верхней части тела от коричневой до рыжевато-коричневой, часто более рыжая на надхвостье и кроющих перьях хвоста. Пёстрый чёрно-белый узор по-разному проявляется на спине, менее выражен на надхвостье и кроющих перьях хвоста. Рулевые перья коричневато-рыжие с 5—6 узкими и отчетливыми тёмными полосами. Верхние кроющие от коричневатого до рыжевато-коричневого цвета, малые и средние кроющие с пятнистым рисунком, большие кроющие с беловатыми или бледно-коричными кончиками, а большие и первостепенные кроющие с нечеткими полосками. Третьестепенные маховые перья рыжие с отчетливыми тёмными полосами. Первостепенные и второстепенные маховые перья тёмно-коричневые, наружные перепонки рыжеватые с неровными тёмными полосами. Верхняя часть крыла может выглядеть полностью рыжеватой с переменно выраженной полосой, когда крыло закрыто. Скуловая область под глазом, подбородок, горло, боковые стороны шеи и грудь безупречно белые, образующие выступающий белый нагрудник. Брюхо и подхвостье от тёмно-рыжего до коричневато-рыжего цвета, перья обычно с нечёткими тёмными пятнами или зазубринами и бледными кончиками. Надклювье тёмного рогового цвета с более бледными краями, подклювье беловатое или желтоватое. Радужная оболочка коричневая. Ноги и пальцы чёрные или тёмно-коричневые.

## Поведение
Каньонный длинноклювый крапивник в поисках пищи прыгает по камням, исследуя расщелины, время от времени издавая одиночные позывки. Часто перелетает через каньоны и со скалы на скалу. Быстро передвигается по камням, под ними и в расщелинах. Часто при прощупывании расставляет ноги так, чтобы его грудь и центр тяжести находились низко над землей. Вытягивает шею вперед, держа клюв параллельно земле и как можно ближе к ней. Цепляется за наклонные или вертикальные камни и взбирается на них, а также прыгает вперед небольшими прыжками. Находясь внутри пещеры или под выступом скалы, часто взлетает и хватается за потолок обеими лапами для того, чтобы схватить добычу. Способен быстро карабкаться как вверх, так и вниз по каменистым поверхностям. Этому способствуют относительно короткие цевки, что понижает его центр тяжести, и большие лапы с длинными пальцами и когтями. Все когти сильно изогнуты, с острыми кончиками. Взбираясь на большой валун, каньонный крапивник обычно продвигается не прямо вертикально, а наклонно. Лапы широко расставлены, в то время как птица продвигается вперед верхней лапой и подтягивается нижней.

## Размножение
Каньонный длинноклювый крапивник обычно гнездится на скальных стенах, утесах, обнажениях; некоторые гнезда прикрепляются с помощью палок и сучьев к граням скал в пещерах. Гнезда часто защищены выступающей скальной полкой, и часто находятся в небольшой расщелине или отверстии, которое скрывает их от посторонних глаз. Может также строить гнезда в сооружениях, созданных человеком, таких как шахтные стволы, заборы, веранды, амбары и иногда искусственные гнёзда.
Гнездо сооружается самцом и самкой и представляет собой чашечку из веток, мха, сучьев, травы и опавших листьев. Внутри выстилается пухом, шерстью, паутиной, перьями и другим мягким материалом. Средняя ширина гнезда (у основания) — 14,2 см, средняя высота — 9,5 см, диаметр лотка — 5,6 см, глубина лотка — 3,9 см.
Яйца яйцевидной или эллиптически-яйцевидной формы, обычно чисто белого цвета с мелкими красновато-коричневыми точками, иногда настолько бледными, что почти незаметны. Иногда на яйцах есть небольшие тёмно-коричневые пятна. Скорлупа гладкая, не глянцевая или слегка глянцевая. Средние размеры яиц 17,9 х 13,2 мм.
В кладке обычно пять яиц, редко три или шесть. Инкубация начинается с откладки последнего яйца. Инкубационный период колеблется от 12 до 19 дней. Насиживает только самка; самец в это время регулярно кормит самку.
Птенцы альтрициальные; сразу после выклева кожа у них серовато-розовая, глаза закрыты, клюв и ноги розовые, ротовая полость ярко-жёлтая. Оба родителя кормят и ухаживают за птенцами, которые оперяются через 12—19 дней. После оставления гнезда взрослые особи ещё 5—10 дней кормят и оберегают птенцов. Молодые особи продолжают добывать корм вместе со своими родителями и после того, как они в состоянии прокормиться сами. Семейные группы могут оставаться вместе от нескольких недель до нескольких месяцев.

## Подвиды и распространение
Международный союз орнитологов выделяет 8 подвидов:
- C. m. griseus Aldrich, 1946 — юго-запад Канады и северо-запад США
- C. m. pallidior Phillips, 1986 — север и запад центральной части США
- C. m. conspersus Ridgway, 1873 — юго-запад США и северо-запад Мексики
- C. m. punctulatus Ridgway, 1882 — запад США (восток Калифорнии)
- C. m. croizati Phillips, 1986 — юг Баии (северо-запад Мексики)
- C. m. mexicanus (Swainson, 1829) — центр и юг Мексики
- C. m. meliphonus Oberholser, 1930 — северо-запад Мексики
- C. m. cantator Phillips, 1966 — юго-запад Мексики